# A Christmas Dream
A Christmas Dream è un film di animazione cecoslovacco del 1946, diretto da Karel Zeman e Bořivoj Zeman. 

## Trama
Una bambina raccoglie da sotto l’albero i regali di Natale, e getta a terra la vecchia bambola di pezza.
La piccola si mette a letto, e la bambola di pezza prende vita, fa cadere dal letto, dove erano posti, i nuovi regali di Natale e improvvisa dei numeri musicali, di danza, di giocoleria, e di pattinaggio artistico, con gran gioia della piccola, poi si mette ad interagire con gli altri giocattoli.
Infine accende un piccolo ventilatore che tuttavia crea gran trambusto nella camera, e la bambina accorre appena in tempo per salvare un vaso, che stava cadendo dal tavolo.
La bambina si sveglia: i nuovi regali di Natale sono ancora sul suo letto, e la bambola di pezza è ancora per terra.